# Sanniquellie Mahn District
Sanniquellie Mahn är ett distrikt i Liberia.   Det ligger i regionen Nimba County, i den nordöstra delen av landet, 260 km nordost om huvudstaden Monrovia.